# Pandanus kuepferi
Pandanus kuepferi là một loài thực vật có hoa trong họ Dứa dại. Loài này được Callm., Wohlh. & Laivao mô tả khoa học đầu tiên năm 2003.